# 宋家镇 (宜宾市)
宋家镇，是中华人民共和国四川省宜宾市翠屏区下辖的一个乡镇级行政单位。

## 行政区划
宋家镇下辖以下地区：
南华社区、石笋村、石云村、金黄村、红旗村、西牛社区村、花林村、毗卢村、胡坝村、百山村、回龙社区村、洋坪村、丘陵村、大地社区村、万年村、菜园村、红石村和石坪村。